# Roman Dyląg

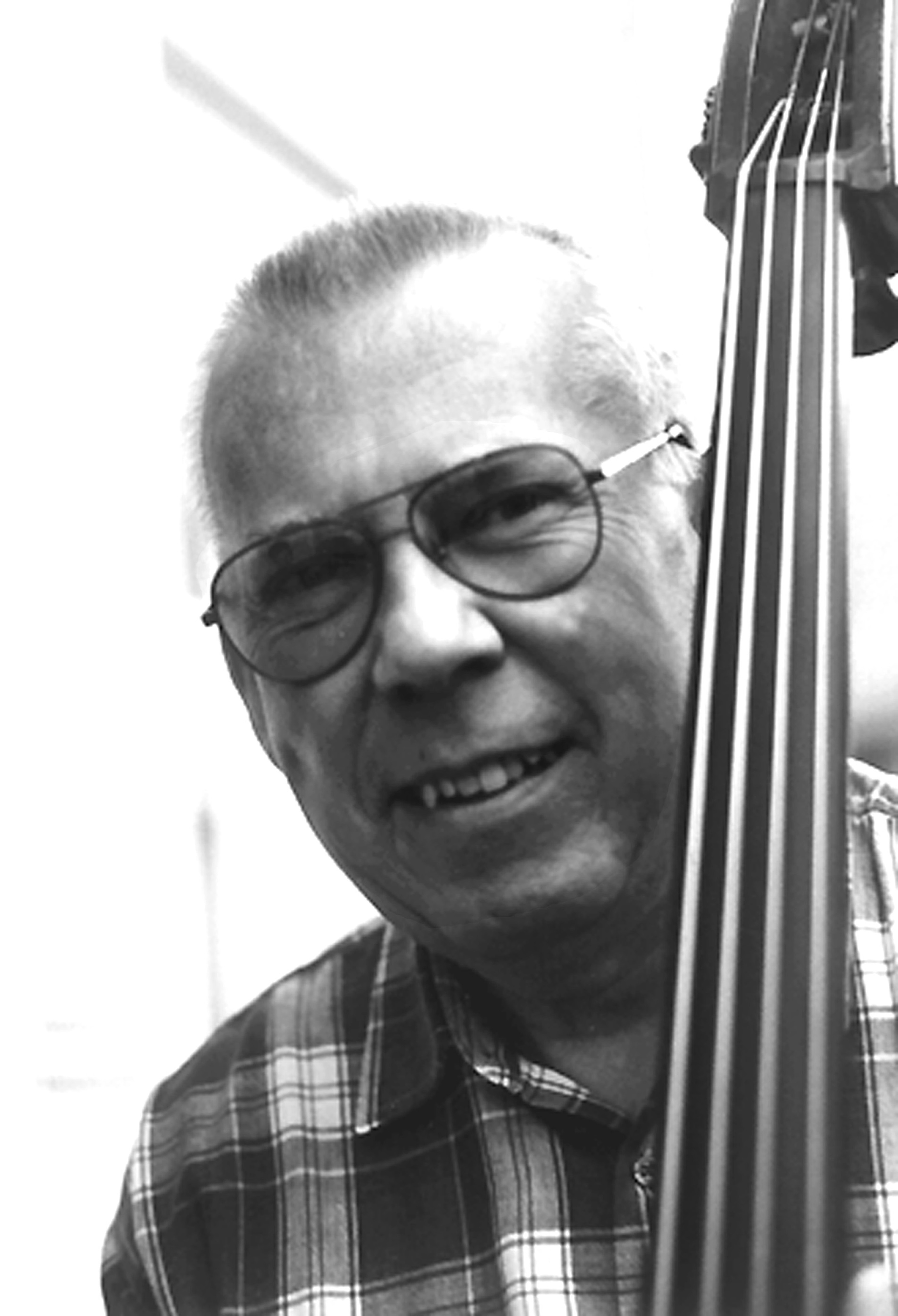
Roman Dyląg in 1993

Roman Dyląg (Krakau, 22 februari 1938) is een Poolse jazzbassist.

## Biografie
Dyląg speelde als kind accordeon en piano, later ook de trompet. Hij kreeg les aan een muziekschool en studeerde aan het conservatorium in Krakau. Rond 1954 ging hij contrabas spelen, vanaf 1956 werd hij actief in de jazz. In 1957 speelde hij in de toentertijd belangrijke band van Jerzy Matuszkiewicz, "Hot Club Meloman“, waarmee hij optrad op het jazzfestival van Sopot, en in 1958 in Matuszkiewicz' Swingtett. Hij werkte in de band de "Wreckers“ van Andrzej Trzaskowski en verscheen daarmee op het Newport Jazz Festival van 1962. Hij nam op met Stan Getz ("Stan Getz in Poland") en Don Ellis. Hij werkte samen met Krzysztof Komeda (filmmuziek voor Roman Polanski's film "Knife in the Water") en toerde met Anita O'Day in Scandinavië (1963-1964).
Dyląg woonde langere tijd in Stockholm, waar hij werkte bij Sveriges Radio en speelde met Ben Webster, George Russell, Eje Thelin en Rolf Ericson. In Paris trad hij op met Bud Powell, Kenny Drew en Johnny Griffin, tevens toerde hij met Phil Woods, onder meer in Finland en Italië. Met Tomasz Stańko, Michal Urbaniak en Urszula Dudziak nam hij een tribuutalbum voor Komeda op. Hij was studiobassist bij het orkest van Radio Zürich (1972/1973) en speelde in de SFB Big Band van Paul Kuhn (1978) en de DRS Big Band (1981).
Sinds vele jaren woont Dyląg in Basel, waar hij doceerde aan de Hochschule für Musik Basel en optrad met musici als Remy Filipovitch, Remo Rau, Paul Grabowsky, Heinz von Hermann, Peter Appleyard, Lea Bischof en Jürg Morgenthaler. Hij werkte met een eigen trio en begon een duo met Bruno Spoerri (ook aangevuld met Thomas Moeckel) en met Willy Bischof. Sinds 2007 speelt hij weer af en toe in Polen, zo werkte hij samen met Wojciech Karolak en Andrzej Dabrowski. In 2009 werd hij op het zomerfestival van Krakau uitgeroepen tot Baranek Jazzowy, "Licht van de Jazz“.